# كارة الزيانة
كارة الزيانة أو قارة الزيانة هي تل، ارتفاعه 203 أمتار فوقق سطح البحر، في ناحية الشبكة بقضاء النجف بمحافظة النجف، بالبادية العراقية جنوب غرب العراق.